# Flüssigkeitsringpumpe

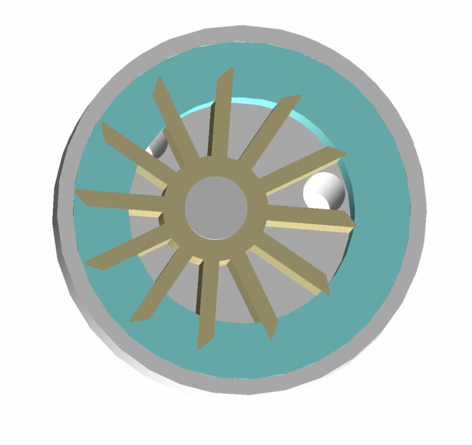
Prinzip einer Flüssigkeitsringpumpe

Eine Flüssigkeitsringpumpe (auch Wasserringpumpe, Flüssigkeitsringvakuumpumpe oder Flüssigkeitsringverdichter genannt) dient der Förderung und Verdichtung von Gasen, weshalb sie technisch gesehen eigentlich keine Pumpe, sondern ein Verdichter ist. Sie wird häufig als Vakuumpumpe, vor allem in der Anlagen- und Prozesstechnik, beispielsweise in der chemischen Industrie, eingesetzt. 
Das Funktionsprinzip ähnelt dem der Drehschieberpumpe mit dem Unterschied, dass die Schieber hier durch feste Flügelarme ersetzt werden, die vom Flüssigkeitsring zum Gehäuse hin abgedichtet werden.
Bei der Feuerwehr dient sie als Flüssigkeitsring-Entlüftungspumpe zum Entlüften der Saugleitung zur Wasserförderung aus offenen Gewässern.

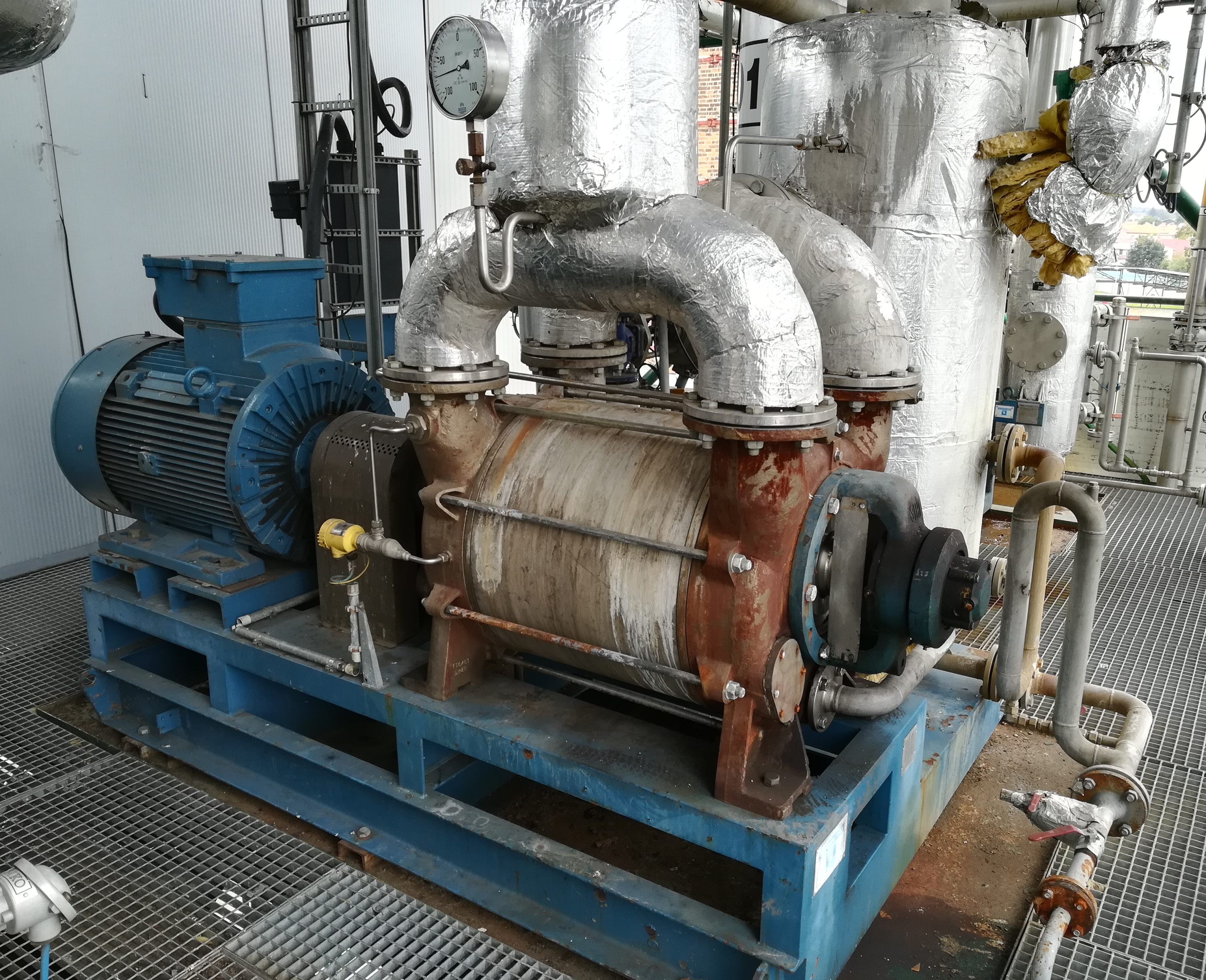
Eine Flüssigkeitsringpumpe als Vakuumpumpe

## Funktionsprinzip Flüssigkeitsringpumpe
Im zylindrischen Gehäuse der Flüssigkeitsvakuumpumpe befindet sich ein sternförmiges und exzentrisch angeordnetes Flügelrad. Die in dem Gehäuse enthaltene Flüssigkeit (im Normalfall Wasser) bildet bei Rotation durch Zentrifugalkraft einen zum Gehäuse konzentrischen Flüssigkeitsring, welcher die Laufradkammern abdichtet. Laufrad und Gehäuse berühren sich nicht, eine Funkenbildung ist nicht möglich. Durch die Exzentrizität tauchen die Schaufeln unterschiedlich tief in den Flüssigkeitsring ein: Der Ring wirkt wie ein Kolben, der abwechselnd saugt und komprimiert.
Es gibt auch Bauweisen mit 8-förmigen Gehäusen (Doppelte Exzentrizität), bei denen das Flügelrad zentrisch im Gehäuse sitzt. In den Deckeln, die das Flügelrad seitlich abdichten, sind Aussparungen, sogenannte Seitenkanäle, in die sich der Flüssigkeitsring eindrückt und somit die exzentrische Geometrie, die zum Erzeugen der Druckdifferenz der einzelnen Kammern erforderlich ist, erzeugt.
Die Betriebsflüssigkeit kann 4 Funktionen übernehmen:
Abdichten
keine Berührung zwischen Laufrad und Gehäuse (keine Reibung zwischen Festkörpern, keine Schmierung erforderlich, keine Funkenbildung)
Verdichtung
Ringsegment wirkt als Kolben (saugt und verdichtet zwischen den Schaufeln durch Exzentrizität)
Kühlen
die Kompression ist isotherm (die spezifische Wärme der Betriebsflüssigkeit ist viel höher als die des Gases)
Kondensieren
heiße Dämpfe können am Einlass kondensiert werden, wodurch sich das Saugvermögen der volumetrischen Pumpe verbessert
Das Saugvermögen der Flüssigkeitsringpumpe wird um den Anteil des Sättigungsdampfdruckes am Ansaugdruck vermindert, deshalb kann der Ansaugdruck der Flüssigkeitsringpumpe den Sättigungsdampfdruck der verwendeten Betriebsflüssigkeit nicht unterschreiten. Die bei der Verdichtung anfallende Kompressions- und Kondensationsenthalpie werden über die Betriebsflüssigkeit abgeführt. Diese wird oft als externer Kreislauf von der Druckseite auf die Saugseite zurückgeführt und dabei mit einem Wärmetauscher gekühlt.

## Vorteile
- Eine Funkenbildung durch den Kontakt zwischen Metallen wird durch die Betriebsflüssigkeit verhindert, Flüssigkeitsringpumpen sind somit für die Förderung und Verdichtung explosionsfähiger Gasgemische geeignet
- Das geförderte Gas kann mit Flüssigkeiten, Feststoffteilchen und Fasern vermischt sein
- Isotherme Verdichtung (hoher Wirkungsgrad, Einsatz möglich bei Produkten, die zur Polymerisierung neigen oder bei hoher Temperatur zerfallen)
- Ölfreie Verdichtung (keine Kontamination)
- Hohe Sicherheit bei der Verdichtung von zündungsfähigen Gasen und Dämpfen durch Kühlung
- Einfache Bauart
- Kann auch als Wäscher eingesetzt werden
- Kann auch als Kondensator eingesetzt werden
- Relativ leiser und vibrationsarmer Betrieb
- Wartungsarm (nur Wellenabdichtung und Nebenaggregate bedürfen der Wartung)

## Nachteile
- Hohe Leistungsaufnahme aufgrund der inneren Reibungsverluste der Betriebsflüssigkeit, die zu deren Erwärmung führen
- Das zu fördernde Gas ist am Auslass mit Betriebsflüssigkeit durchmischt
- Braucht eine Betriebsflüssigkeit bzw. Kühlung der Betriebsflüssigkeit
- Maximal erreichbares Vakuum begrenzt (bis max. ca. 30 mbarabs mit Wasser als Betriebsflüssigkeit bzw. ca. 10 mbarabs mit anderen Flüssigkeiten)
- Es sind niedrigere Enddrücke erreichbar bei Verwendung von ionischen Betriebsflüssigkeiten. Diese haben so gut wie keinen Dampfdruck und sind zudem elektrisch leitfähig.
- Bei unzureichend Frostschutz kann die Pumpe auffrieren